# Берри, Соланж
Сола́нж Коле́тт Урма́н (фр. Solange Colette Urman), известная под псевдонимом Сола́нж Берри́ (фр. Solange Berry; 6 июня 1930, Париж — 26 января 2018, Ла-Боль) — бельгийская, люксембургская и французская певица и актриса. Представительница Люксембурга на конкурсе песни «Евровидение-1958».

## Биография
Родилась 6 июня 1930 года в Париже.

### «Евровидение»
В 1958 году была выбрана люксембургским национальным вещателем CLT с песней «Un grand amour», чтобы представить Люксембург на третьем конкурсе песни «Евровидение», проходившем в голландском Хилверсюме, где она заняла последнее место с 1 баллом. В 1960 году приняла участие в бельгийском национальном отборе с песней «On m'attend», чтобы представить Бельгию, однако она уступила Фуду Леклерку. В 1962 году снялась в роли певицы в фильме «De wereld van Charles Trenet». Дальнейшая её актёрская и музыкальная карьера, ровно как и личная жизнь, остались практически в безвестности.

### Смерть
Скончалась 26 января 2018 года в Ла-Боль-Эскублаке в возрасте 87 лет.

## Дискография

### Синглы
- 1957 — «Dis-moi Quelque Chose de Gentil»
- 1958 — «Un Grand Amour»
- 1960 — «On m'attend»

## Фильмография
- 1957 — «Trente-Six Chansons»
- 1962 — «De wereld van Charles Trenet»
- 1993 — «L’Oeil du cyclone» (архив)